# Plectembolus
Plectembolus es un género de arañas araneomorfas de la familia Linyphiidae. Se encuentra en el sudeste de Asia.

## Lista de especies
Según The World Spider Catalog 12.0:
- Plectembolus biflectus Millidge & Russell-Smith, 1992
- Plectembolus quadriflectus Millidge & Russell-Smith, 1992
- Plectembolus quinqueflectus Millidge & Russell-Smith, 1992
- Plectembolus similis Millidge & Russell-Smith, 1992
- Plectembolus triflectus Millidge & Russell-Smith, 1992